# Joel Courtney
Pour les articles homonymes, voir Courtney.
Joel Courtney est un acteur américain né le 31 janvier 1996 à Monterey en Californie.
Il est connu pour son rôle de Lee Flynn dans la trilogie romantique The Kissing Booth de Netflix.

## Biographie
Joel est né le 31 janvier 1996 à Monterey en Californie aux États-Unis, mais il réside ensuite à Moscow dans l'Idaho. Il a un frère aîné, Caleb, et une sœur aînée, Chantelle.

### Carrière
Ses parents sont tous deux des enseignants dans une école privée de Moscow. Un jour, pendant les vacances d'été, Joel rend visite à son frère aîné, acteur résidant à Los Angeles. Après avoir assisté à un cours d'acteur, il décide de tenter sa chance dans une publicité à la télévision. Un entraîneur au jeu d'acteur lui suggère alors d'auditionner pour un projet secret de J. J. Abrams. Après avoir été rappelé 11 fois, Joel obtient donc son premier rôle dans Super 8.
En 2011, il tient un petit rôle dans la série télévisée The Haunting Hour de R. L. Stine. Il tourne ensuite un second long métrage, The Healer, prévu en 2012. En 2014, il est Tom Sawyer dans Tom Sawyer and Huckleberry Finn de Jo Kastner, nouvelle adaptation des Aventures de Tom Sawyer de Mark Twain.
Le 11 mai 2018, il est à la tête d'un film original Netflix, dans lequel il interprète le rôle de Lee Flynn dans la comédie romantique à succès The Kissing Booth aux côtés de Joey King et Jacob Elordi
Le 14 février 2019, Netflix a annoncé le développement d'une suite au film The Kissing Booth. Le film The Kissing Booth 2 sort le 24 juillet 2020. Le 26 juillet 2020, Netflix annonce un troisième volet The Kissing Booth 3, prévu pour 2021.

### Vie privée
Le 27 septembre 2020, Joel Courtney épouse son amie d'enfance Mia Scholink.

## Filmographie

### Cinéma
- 2011 : Super 8 : Joseph "Joe" Lamb
- 2013 : The Between : Nick Madsen
- 2014 : Sins of Our Youth : David
- 2014 : Mercy : Buddy Bruckner
- 2014 : Tom Sawyer and Huckleberry Finn : Tom Sawyer
- 2016 : Dear Eleanor : Billy Hobgood
- 2016 : Replicate : Zach Henderson
- 2016 : The River Thief : Diz
- 2016 : Don't Let Me Go : Nick Madsen
- 2017 : F*&% the Prom : Cole
- 2018 : The Kissing Booth de Vince Marcello : Lee Flynn
- 2020 : The Kissing Booth 2 de Vince Marcello : Lee Flynn
- 2020 : The Empty Man de David Prior : Brandon
- 2021 : The Kissing Booth 3 de Vince Marcello : Lee Flynn
- 2023 : Jesus Revolution de Jon Erwin : Greg Laurie
- 2024 : Prise au jeu de Trish Sie : Ryan / "Little"
- 2025 : On Fire de Sean McNamara : John O'Leary

### Télévision
- 2011 : R.L. Stine's The Haunting Hour : John Westmore
- 2012 : Rogue : Griffin Jones
- 2015 : The Messengers : Peter Moore
- 2016 : Agents of S.H.I.E.L.D. - saison 3, épisode 16 : Nathaniel Malick

## Distinctions
Saturn Awards 2012 du meilleur jeune acteur dans le film Super 8